# Novo Cravinhos
Novo Cravinhos é um distrito do município brasileiro de Pompéia, no interior do estado de São Paulo.

## História

### Origem
Em 1919 Júlio da Costa Barros e outros adquiriram dos irmãos Lélio e Marcelo Pizza parte da Fazenda Guataporanga para fins agrícolas. No terreno Júlio da Costa Barros iniciou as primeiras plantações de café cerca de três anos mais tarde.

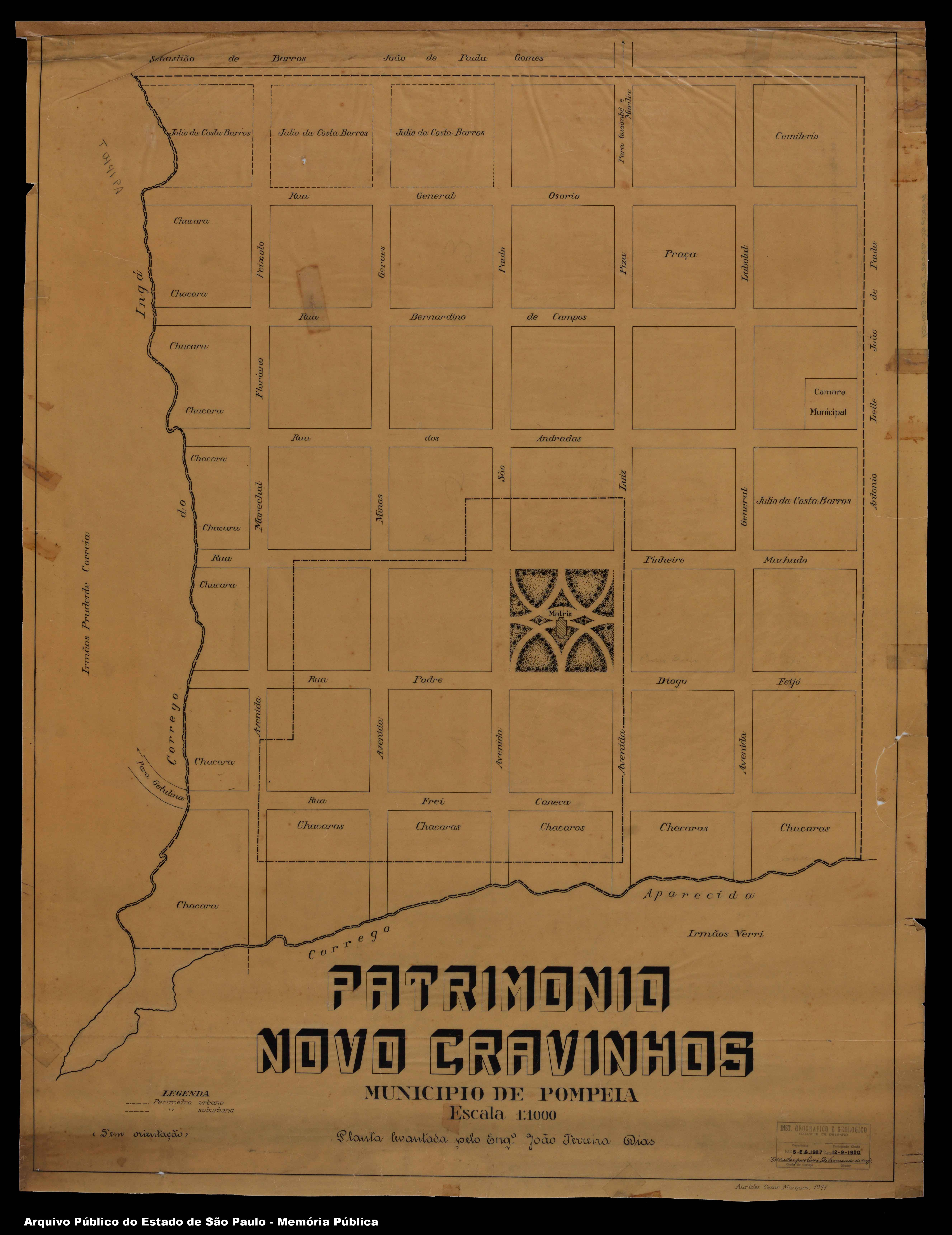
Planta da área urbana original.

Em seguida, por determinação do proprietário da Fazenda Guataporanga, fundou o povoado de Novo Cravinhos, cujo nome foi dado em homenagem à cidade de Cravinhos, de onde vieram os primeiros compradores.
O roteiro para a derrubada das matas foi a partir da Estrada de Ferro Noroeste do Brasil, por onde os desbravadores seguiam até a estação de Penápolis, e continuavam por picadas cerca de noventa quilômetros até Novo Cravinhos.

### Formação administrativa
- Em 1934 é criado o distrito policial de Novo Cravinhos no município de Marília[4].
- O distrito foi criado pela Lei nº 2.621 de 14/01/1936 no município de Marília[5][6].
- Pela Lei nº 3.096 de 05/10/1937 foi retificada as divisas do distrito de paz[7][8].
- Pelo Decreto n° 9.775 de 30/11/1938 foi transferido para o município de Pompéia[9].
- Pelo Decreto-Lei n° 14.334 de 30/11/1944 perdeu terras para a formação do distrito de Queiroz[10].

## Geografia

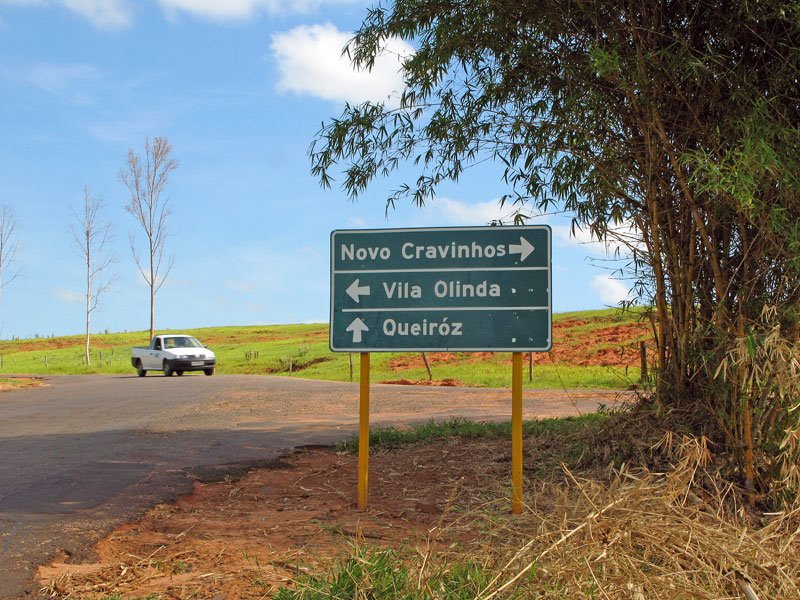
Acesso para o distrito.

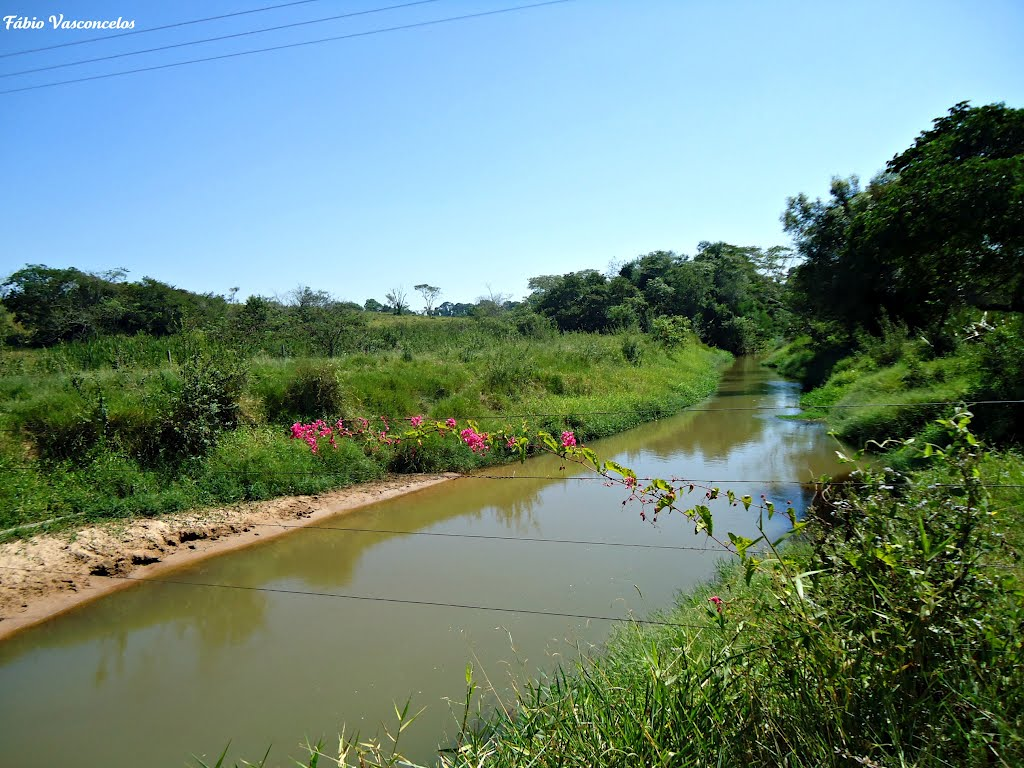
Rio Caingang.

### Área urbana
A sede do distrito é a vila de Novo Cravinhos:
- área urbana: 161 706 m²
- total de domicílios: 47

### Demografia

#### População urbana
| Crescimento população urbana | Crescimento população urbana | Crescimento população urbana | Crescimento população urbana |
| Censo                        | Pop.                         |                              | %±                           |
| ---------------------------- | ---------------------------- | ---------------------------- | ---------------------------- |
| 1940                         | 448                          |                              | —                            |
| 1950                         | 234                          |                              | −47,8%                       |
| 1960                         | 222                          |                              | −5,1%                        |
| 1970                         | 261                          |                              | 17,6%                        |
| 1980                         | 196                          |                              | −24,9%                       |
| 1991                         | 135                          |                              | −31,1%                       |
| 2000                         | 106                          |                              | −21,5%                       |
| 2010                         | 77                           |                              | −27,4%                       |
| 2022                         | 57                           |                              | −26,0%                       |
| Fonte: IBGE e Fundação SEADE |                              |                              |                              |

#### População total
Pelo Censo 2022 (IBGE) a população total do distrito era de 242 habitantes.

### Área territorial
A área territorial do distrito é de 214,208 km².

### Rodovias
O principal acesso ao distrito é a estrada vicinal Pompéia - Queiroz.

### Hidrografia
- Rio Caingang.

## Serviços públicos

### Registro civil
Atualmente é feito na sede do município, pois o Cartório de Registro Civil das Pessoas Naturais do distrito foi extinto pela Resolução nº 1 de 29/12/1971 do Tribunal de Justiça do Estado de São Paulo, e seu acervo foi recolhido ao cartório do distrito sede.

### Saneamento
O serviço de abastecimento de água é feito pelo Serviço Autônomo de Água e Esgoto de Pompéia (SAAE). 

### Energia
A responsável pelo abastecimento de energia elétrica é a CPFL Paulista, distribuidora do grupo CPFL Energia.

## Religião

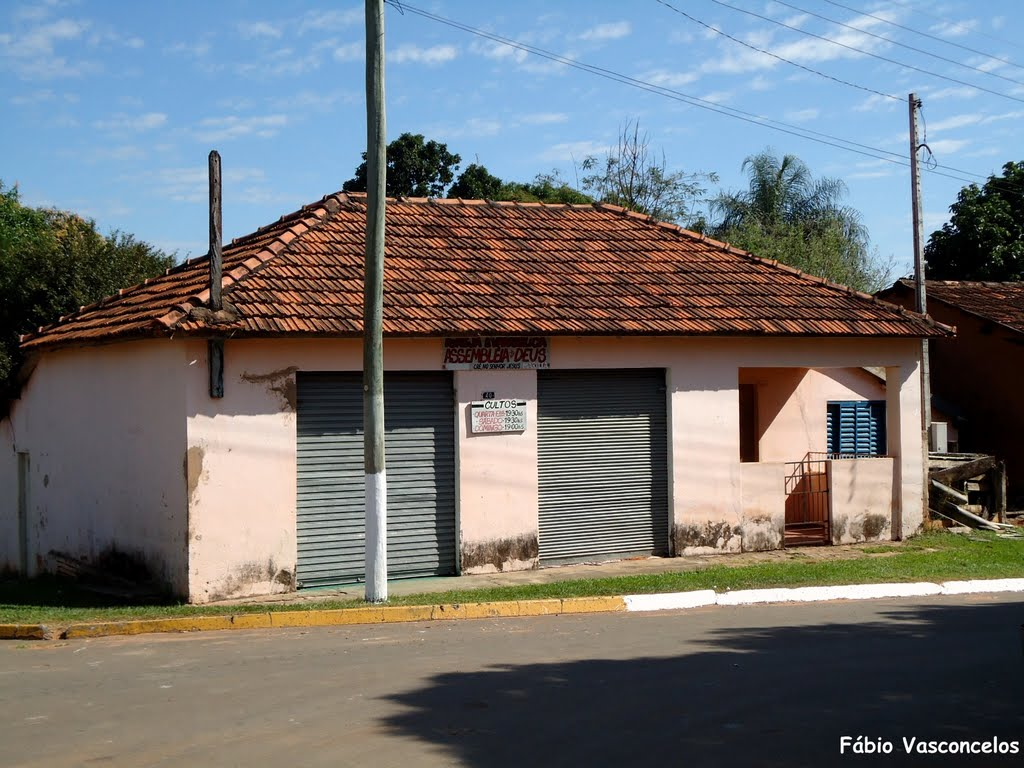
Assembleia de Deus.

O Cristianismo se faz presente no distrito da seguinte forma:

### Igreja Católica
- A igreja faz parte da Diocese de Marília[20].

### Igrejas Evangélicas
- Assembleia de Deus - O distrito possui congregação da Assembleia de Deus Ministério do Belém, vinculada ao Campo de Marília. Por essa igreja, através de um início simples, mas sob a benção de Deus, a mensagem pentecostal chegou ao Brasil. Esta mensagem originada nos céus alcançou milhares de pessoas em todo o país, fazendo da Assembleia de Deus a maior igreja evangélica do Brasil[21][22].